# Claudio Coldebella
Claudio Coldebella (Castelfranco Veneto, 25 de junio de 1968)  es un exjugador italiano de baloncesto. Con 1.98 de estatura, jugaba en la posición de base.

## Equipos
- 1986-88  Basket Mestre.
- 1988-89 Aurora Desio.
- 1989-96 Virtus Pallacanestro Bologna.
- 1996-98 AEK Atenas.
- 1998-02 PAOK Salónica.
- 2002-06 Olimpia Milano.

## Palmarés clubes
- Recopa de Europa: 1

Virtus Bologna: 1989-90
- LEGA: 3

Virtus Bologna: 1993, 1994, 1995
- Copa de Italia: 1

Virtus Bologna: 1990.
- Copa de Grecia: 1

PAOK Salónica: 1999

## Palmarés con la selección italiana
- 1997 Campeonato de Europa. Selección de Italia. Medalla de Plata.
- 1994 Goodwill Games. Selección de Italia. San Petersburgo. Medalla de Plata.
- 1993 Juegos del Mediterráneo. Selección de Italia. Francia. Medalla de oro.